# Delfina Bunge
Delfina Bunge de Gálvez (Buenos Aires, 24 december 1881- Alta Gracia, 30 maart 1952) was een Argentijnse dichter.
Haar man was de schrijver Manuel Gálvez. Bunge werd geboren in een familie van juristen en intellectuelen. Haar vader was de minister Octavio Bunge.

## Werken
- Simplement, 1911
- El Arca de Noé: libro de lectura. Segundo grado, 1916
- Cuentos de Navidad, 1917
- La Nouvelle moisson, 1918
- Poesías, 1920
- Tierras del mar azul, 1920
- El Alma de los niños, 1921
- Las Imágenes del infinito, 1922
- El Tesoro del mundo, 1923
- Oro, incienso y mirra, 1924
- Los Malos tiempos de hoy, 1926
- Escuela: lecturas escolares para tercer grado, 1933
- Hogar, 1933
- Lectura para cuarto grado escolar, 1933
- El Reino de Dios, 1934
- Oro, incienso y mirra, 1935
- La Belleza en la vida cotidiana, 1936
- Lecturas, cuarto grado escolar, Buenos Aires, Cabaut, 1936.
- Iniciación literaria, 1937
- Nociones de religión católica: catecismo único: mi primer libro de religión, [s.l.] : [s.n.], 1938
- Viaje alrededor de mi infancia, 1938
- Dios y yo, 1940
- Catolicismo de Guerra, 1942
- Las Mujeres y la vocación, 1943
- La Vida en los sueños, 1943
- En Torno a León Bloy, 1944
- Cura de estrellas, 1949
- Viaje a rededor de mi infancia, 1956

- Biblioteca Nacional de España: XX1563012
- Catàleg d'autoritats de noms i títols de Catalunya: 981060174687206706
- Gemeinsame Normdatei: 132142759
- International Standard Name Identifier: 0000 0000 7818 9721
- Library of Congress Control Number: n86024554
- Nationale Bibliotheek van Israël: 987007280141805171
- Nederlandse Thesaurus van Auteursnamen: 236457365
- Système universitaire de documentation: 132889285
- Virtual International Authority File: 13785567
- WorldCat: E39PBJjhD7TDrpG3vcmWHWhGpP